# اولیویا شکسپیر
اولیویا شکسپیر (انگلیسی: Olivia Shakespear; ۱۷ مارس ۱۸۶۳ – ۳ اکتبر ۱۹۳۸) نمایشنامه‌نویس، رمان‌نویس، و نویسنده اهل بریتانیا بود. او شش کتاب نوشت که به عنوان رمان «مشکل ازدواج» توصیف می‌شود. آثار او فروش ضعیفی داشتند، گاهی فقط چند صد نسخه از آنها فروخته می‌شد. آخرین رمان او، عمو هیلاری، کار بزرگ او محسوب می‌شود. او دو نمایشنامه را با همکاری فلورانس فار نوشت.
اولیویا دختر یک ژنرال آجودان بازنشسته بود و تحصیلات رسمی کمی داشت. با این حال، او به خوبی آموزش دیده بود و به ادبیات علاقه داشت. در سال ۱۸۸۵ با وکیل مدافع لندنی هنری هوپ شکسپیر ازدواج کرد و در سال ۱۸۸۶ تنها فرزندشان به نام دوروتی را به دنیا آورد. در سال ۱۸۹۴ علایق ادبی او منجر به دوستی با ویلیام باتلر ییتس شد که در سال ۱۸۹۶ این دوستی صمیمی تر شد. او اعلام کرد که آنها «روزهای زیادی شادی» در پیش داشتند، اما این رابطه در سال ۱۸۹۷ به پایان رسید. با این حال آنها دوستان همیشگی باقی ماندند و مکرراً مکاتبه داشتند. در ۲۰ اکتبر ۱۹۱۷، ییتس با جورجی هاید لیز، خواهرزاده اولیویا شکسپیر و بهترین دوست دوروتی ازدواج کرد.
اولیویا در سال ۱۹۰۹ میزبانی از محفل ادبی هفتگی را آغاز کرد که شاعر آمریکایی ازرا پاوند و دیگر نویسندگان و هنرمندان نوگرا در آن حضور داشتند و در جامعه ادبی لندن تأثیرگذار شد. دختر اولیویا، دوروتی شکسپیر، در سال ۱۹۱۴ با پاوند ازدواج کرد، علی‌رغم اینکه پدر و مادرش به او لطف داشتند. پس از ازدواج، پاوند از وجوه دریافتی از اولیویا برای حمایت از تی اس الیوت و جیمز جویس استفاده کرد. هنگامی که دوروتی در سال ۱۹۲۶ در فرانسه پسری به نام عمر پاوند به دنیا آورد، اولیویا سرپرستی پسر را بر عهده گرفت. او تا زمان مرگش یعنی دوازده سال بعد، در سال ۱۹۳۸، با اولیویا زندگی کرد.

## زندگی
پدر اولیویا، هنری تاد تاکر، در ادینبورگ به دنیا آمد و در سن ۱۶ سالگی به عنوان یک پرچمدار به ارتش هند بریتانیا پیوست. او در بنگال به درجه آجودان ژنرال رسید، اما در سال ۱۸۵۶ در سن ۴۸ سالگی به دلیل بیماری بازنشسته شد. در عرض یک سال پس از بازگشت به بریتانیا، با هریت جانسون (متولد ۱۸۲۱) اهل باث، سامرست ازدواج کرد. این زوج به جزیره وایت نقل مکان کردند. در آنجا دو دخترشان یعنی فلورانس در سال ۱۸۵۸ و اولیویا در ۱۷ مارس ۱۸۶۳ به دنیا آمدند. بلافاصله پس از آن به ساسکس نقل مکان کردند، جایی که سومین فرزندشان، هنری، در سال ۱۸۶۶ به دنیا آمد. در سال ۱۸۷۷ خانواده به لندن نقل مکان کرد و دختران در دنیای اجتماعی بزرگ شدند.
اولیویا اغلب به دیدن بسیاری از اقوام خود در کشور می‌رفت و به‌طور خاص به پسر عمویش لیونل جانسون که به شاعر و دوست ویلیام باتلر ییتس تبدیل شد، علاقه‌مند شد. این احتمال وجود دارد که اولیویا آموزش رسمی کمی از او دریافت کرده باشد. او ممکن است توسط معلمان آموزش دیده باشد، و به نظر می‌رسد که به عنوان یک زن جوان به خوبی خواندن و نوشتن به آموزش داده شده‌است.
در سال ۱۸۸۵ اولیویا با هنری هوپ شکسپیر ازدواج کرد، مردی که ترنس براون در WB Yeats: A Critical Biography به عنوان فردی شایسته اما کسل کننده توصیف کرد. او که در سال ۱۸۴۹ در هند به دنیا آمد، از طناب‌سازان قرن هفدهم شرقی لندن بود و مانند اولیویا از خانواده‌ای نظامی بود، اگرچه از اعتبار و ثروت کمتری نسبت به تاکرها و جانسون‌ها برخوردار بود.
هنری در هارو تحصیل کرده بود، حقوق خوانده بود و در سال ۱۸۷۵ به یک دفتر وکالت پیوست. این زوج در ۸ دسامبر ۱۸۸۵ ازدواج کردند و به ماه عسل در بولون و پاریس رفتند. پدر اولیویا به آنها درآمدی در قالب امانت داد. نه ماه پس از ازدواج تنها فرزندشان، دوروتی، در ۱۴ سپتامبر ۱۸۸۶ به دنیا آمد. اولیویا به زودی متوجه شد که این ازدواج عاری از اشتیاق است.